# Virojoki
Virojoki este o arie protejată (arie specială de conservare — SAC, sit de importanță comunitară — SCI) din Finlanda întinsă pe o suprafață de 0,6 ha, integral pe uscat.

## Localizare
Centrul sitului Virojoki este situat la coordonatele 60°44′51″N 27°31′01″E / 60.7474°N 27.517°E.

## Înființare
Situl Virojoki a fost declarat sit de importanță comunitară în iunie 2005 pentru a proteja 1 specie de animale. Situl a fost protejat și ca arie specială de conservare în aprilie 2015.

## Biodiversitate
Situată în ecoregiunea boreală, aria protejată conține 1 habitat natural: Cursuri de apă de la nivel de câmpie la nivel montan, cu vegetație Ranunculion fluitantis și Callitricho-Batrachion.
La baza desemnării sitului se află o specie protejată de  nevertebrate: Ophiogomphus cecilia.